# Giorgio Moser
Giorgio Moser (Trento, 9 de octubre de 1923 - Roma, 25 de septiembre de 2004) fue un director de cine y guionista italiano. Dirigió películas y documentales entre 1954 y 1996.

## Biografía
Licenciado en jurisprudencia, desde joven se dedicó a la crítica cinematográfica y al periodismo, aproximándose al cine primero como ayudante de dirección, después como escritor de cortometrajes y documentales. En 1955 realizó el primer largometraje Continente perduto, al lado de Mario Craveri. Dos años después dirigió L'impero del sole. Desde  1959 trabajó principalmente como documentalista para la RAI.

## Filmografía

### Documentales
- Continente perduto (1954)
- Dove nasce il Nilo, diario de un viaje con Stefano y Andrea Moser RAI (1975)
- Clown in Kabul (2002)

### Dirección
- Un po' di cielo (1955)
- L'impero del sole codirigido con Enrico Gras (1955)
- Violenza segreta (1963)
- Vado a vedere il mondo capisco tutto e torno, telefilm (1973)
- A proposito di Francis Macomber, telefilm (1977)
- Un reietto delle isole (1980)
- Blue Dolphin - L'avventura continua (1990)

### Guionista
- Il ratto delle Sabine (1945)
- Dick smart 2.007, dirigida per Franco Prosperi (1967)
- È più facile che un cammello..., dirigida per Luigi Zampa (1951)

## Premios y distinciones
Festival Internacional de Cine de Berlín
| Año  | Categoría                                                   | Película           | Resultado |
| ---- | ----------------------------------------------------------- | ------------------ | --------- |
| 1955 | Gran medalla de plata (documentales y películas culturales) | Continente perdido | Ganador   |

Festival Internacional de Cine de Cannes
| Año  | Categoría         | Película           | Resultado |
| ---- | ----------------- | ------------------ | --------- |
| 1955 | Premio del Jurado | Continente perdido | Ganador   |